# کونگسهامن
کونگسهامن (به سوئدی: Kungshamn) یک منطقهٔ مسکونی در سوئد است که در بخش سوتنس واقع شده‌است. کونگسهامن ۲٫۰۸ کیلومتر مربع مساحت و ۲٬۸۱۴ نفر جمعیت دارد.